# Unione Sportiva Palermo 1967-1968
Questa voce raccoglie le informazioni riguardanti l'Unione Sportiva Palermo nelle competizioni ufficiali della stagione 1967-1968.

## Stagione
Il ritiro precampionato del Palermo si è svolto in Toscana.
Per i rosanero, il quinto campionato consecutivo di Serie B dal 1963 è un trionfo, perché il Palermo, allenato dall'ex giocatore Carmelo Di Bella, torna in Serie A vincendo il campionato cadetto a quota 52 punti, con il maggior numero di vittorie (18), il minor numero di sconfitte (6) e la miglior difesa del campionato con 23 reti subite. Campione d'inverno con 27 punti al termine del girone di andata, conquista la promozione con due turni di anticipo. Con nove reti a testa, i migliori realizzatori rosanero stagionali sono Gilberto Perucconi e Silvino Bercellino.
In Coppa Italia il Palermo supera nel Primo turno il Foggia (1-0), ma viene eliminato al Secondo turno dal Catanzaro (2-0), entrambe formazioni di pari categoria.

## Organigramma societario
Area direttiva
- Presidente: Giuseppe Pergolizzi
- Vice Presidente: Renzo Barbera
- avv. Luigi Gioia
- dott. Giovanni Grasso
- cav. Nenè Bellomare
- Giovanni Cucco
- dott. Ernesto Di Fresco
- dott. Mercadante
- Segretario: rag. Rosario Bracco

Area tecnica
- Allenatore: Carmelo Di Bella
- Allenatore in seconda: Gianni Bonanno

Area sanitaria
- Medico sociale: Sergio Mantia
- Medico sociale: Nino Sorci
- Massaggiatori: Bernardo Bruno e Vito Parisi

## Rosa
| N. |                   | Ruolo | Calciatore         |
| -- | ----------------- | ----- | ------------------ |
|    | Italia (bandiera) | P     | Giovanni Ferretti  |
|    | Italia (bandiera) | P     | Gianvito Geotti    |
|    | Italia (bandiera) | D     | Giorgio Costantini |
|    | Italia (bandiera) | D     | Mario Villa        |
|    | Italia (bandiera) | D     | Antonio De Bellis  |
|    | Italia (bandiera) | D     | Mario Giubertoni   |
|    | Italia (bandiera) | D     | Franco Landri      |
|    | Italia (bandiera) | D     | Rino Ceccardi      |
|    | Italia (bandiera) | C     | Rino Bon           |
|    | Italia (bandiera) | C     | Romeo Benetti      |
|    | Italia (bandiera) | C     | Carlo Lancini      |

| N. |                   | Ruolo | Calciatore         |
| -- | ----------------- | ----- | ------------------ |
|    | Italia (bandiera) | C     | Graziano Landoni   |
|    | Italia (bandiera) | C     | Ignazio Arcoleo    |
|    | Italia (bandiera) | C     | Angelo Carrano     |
|    | Italia (bandiera) | C     | Alfredo Moschen    |
|    | Italia (bandiera) | C     | Alfredo Alario     |
|    | Italia (bandiera) | A     | Silvino Bercellino |
|    | Italia (bandiera) | A     | Carlo Crippa       |
|    | Italia (bandiera) | A     | Michelangelo Taibi |
|    | Italia (bandiera) | A     | Gilbert Perrucconi |
|    | Italia (bandiera) | A     | Fernando Veneranda |
|    | Italia (bandiera) | A     | Enrico Nova        |

## Calciomercato
| Acquisti | Acquisti           | Acquisti          | Acquisti |
| R.       | Nome               | da                | Modalità |
| -------- | ------------------ | ----------------- | -------- |
| D        | Rino Ceccardi      | Mantova           | -        |
| C        | Angelo Carrano     | Mantova           | -        |
| C        | Romeo Benetti      | Taranto           | -        |
| C        | Alfredo Moschen    | Juventina Palermo | -        |
| A        | Fernando Veneranda | Potenza           | -        |
| A        | Enrico Nova        | Atalanta          | -        |

| Cessioni | Cessioni          | Cessioni | Cessioni |
| R.       | Nome              | a        | Modalità |
| -------- | ----------------- | -------- | -------- |
| C        | Giorgio Tinazzi   | Casale   | -        |
| C        | Gino Gagliardelli | Taranto  | -        |
| A        | Livio Ferraro     | Taranto  | -        |
| A        | Mauro Nardoni     | Brescia  | -        |

## Risultati

### Serie B

#### Girone di andata
| Arbitro: | Valagussa (Lecco) |

|               |           |                     |
| Turchetto 29’ | Marcatori | 48’ (aut.) Olivieri |

| Arbitro: | Torelli (Milano) |

|  |           |               |
|  | Marcatori | 37’ Perucconi |

| Arbitro: | Marengo (Chiavari) |

|             |           |  |
| Lancini 67’ | Marcatori |  |

| Palermo 1º ottobre 1967 4ª giornata | Palermo          | 0 – 0 | Verona | Stadio La Favorita\| Arbitro: \| Torelli (Milano) \| |
| Arbitro:                            | Torelli (Milano) |       |        |                                                      |

| Livorno 8 ottobre 1967 5ª giornata | Livorno              | 0 – 0 | Palermo | Stadio Comunale\| Arbitro: \| Barbaresco (Cormons) \| |
| Arbitro:                           | Barbaresco (Cormons) |       |         |                                                       |

| Arbitro: | Acernese (Roma) |

|             |           |  |
| Mujesan 70’ | Marcatori |  |

| Arbitro: | Possagno (Treviso) |

|                           |           |                    |
| Perucconi 29’ Landoni 77’ | Marcatori | 44’ (aut.) Lancini |

| Arbitro: | Canova (Milano) |

|             |           |  |
| Benetti 63’ | Marcatori |  |

| Novara 5 novembre 1967 9ª giornata | Novara               | 0 – 0 | Palermo | Stadio Comunale\| Arbitro: \| Barbaresco (Cormons) \| |
| Arbitro:                           | Barbaresco (Cormons) |       |         |                                                       |

| Monza 12 novembre 1967 10ª giornata | Monza            | 0 – 0 | Palermo | Stadio Gino Alfonso Sada\| Arbitro: \| Piantoni (Terni) \| |
| Arbitro:                            | Piantoni (Terni) |       |         |                                                            |

| Palermo 19 novembre 1967 11ª giornata | Palermo           | 0 – 0 | Lazio | Stadio La Favorita\| Arbitro: \| Vacchini (Milano) \| |
| Arbitro:                              | Vacchini (Milano) |       |       |                                                       |

| Arbitro: | Picasso (Chiavari) |

|              |           |                       |
| Trombini 15’ | Marcatori | 5’ Nova 34’ Perucconi |

| Arbitro: | Gonella (Torino) |

|               |           |  |
| Perucconi 47’ | Marcatori |  |

| Arbitro: | Bigi (Padova) |

|                            |           |             |
| Nova 23’ S. Bercellino 68’ | Marcatori | 72’ Petroni |

| Arbitro: | Vitullo (Roma) |

|  |           |               |
|  | Marcatori | 22’ Veneranda |

| Arbitro: | Caligaris (Alessandria) |

|                       |           |                                 |
| Fanello 36’ Fogar 38’ | Marcatori | 55’ Perucconi 59’ S. Bercellino |

| 31 dicembre 1967 17ª giornata |  | – Turno di riposo del PALERMO |  |  |

| Arbitro: | Marengo (Chiavari) |

|                                             |           |  |
| Rossi 22’ (aut.) S. Bercellino 69’ Nova 73’ | Marcatori |  |

| Arbitro: | Valagussa (Lecco) |

|                                 |           |                       |
| Perucconi 26’ S. Bercellino 36’ | Marcatori | 57’ Vetrano 78’ Manni |

| Arbitro: | Barbaresco (Cormons) |

|                     |           |  |
| Pellizzaro 62’, 67’ | Marcatori |  |

| Arbitro: | Torelli (Milano) |

|             |           |            |
| Lancini 42’ | Marcatori | 49’ Maioli |

#### Girone di ritorno
| Arbitro: | Bigi (Padova) |

|                         |           |  |
| Nova 32’ Giubertoni 78’ | Marcatori |  |

| Arbitro: | Ciulli (Roma) |

|                        |           |  |
| Lancini 5’ Benetti 52’ | Marcatori |  |

| Padova 18 febbraio 1968 24ª giornata | Padova           | 0 – 0 | Palermo | Stadio Silvio Appiani\| Arbitro: \| Branzoni (Pavia) \| |
| Arbitro:                             | Branzoni (Pavia) |       |         |                                                         |

| Verona 25 febbraio 1968 25ª giornata | Verona                  | 0 – 0 | Palermo | Stadio Marcantonio Bentegodi\| Arbitro: \| Caligaris (Alessandria) \| |
| Arbitro:                             | Caligaris (Alessandria) |       |         |                                                                       |

| Arbitro: | Michelotti (Parma) |

|                   |           |  |
| S. Bercellino 80’ | Marcatori |  |

| Arbitro: | Giunti (Arezzo) |

|               |           |             |
| Perucconi 87’ | Marcatori | 73’ Volpato |

| Arbitro: | Carminati (Milano) |

|  |           |          |
|  | Marcatori | 54’ Nova |

| Arbitro: | Bigi (Padova) |

|              |           |                   |
| Ferrario 28’ | Marcatori | 73’ S. Bercellino |

| Arbitro: | Vitullo (Roma) |

|                                    |           |  |
| S. Bercellino 38’, 75’ Landoni 72’ | Marcatori |  |

| Arbitro: | Panzino (Catanzaro) |

|                               |           |                                  |
| Perucconi 6’, 38’ Lancini 77’ | Marcatori | 1’ Giovannini 16’ Sala 61’ Prato |

| Roma 14 aprile 1968 32ª giornata | Lazio            | 0 – 0 | Palermo | Stadio Olimpico\| Arbitro: \| Torelli (Milano) \| |
| Arbitro:                         | Torelli (Milano) |       |         |                                                   |

| Palermo 21 aprile 1968 33ª giornata | Palermo         | 0 – 0 | Catania | Stadio La Favorita\| Arbitro: \| Lattanzi (Roma) \| |
| Arbitro:                            | Lattanzi (Roma) |       |         |                                                     |

| Arbitro: | Toselli (Cormons) |

|                           |           |                   |
| Console 11’, 73’ Toro 32’ | Marcatori | 77’ S. Bercellino |

| Arbitro: | Sbardella (Roma) |

|  |           |             |
|  | Marcatori | 19’ Lancini |

| Arbitro: | Acernese (Roma) |

|  |           |              |
|  | Marcatori | 62’ Saltutti |

| Arbitro: | Bigi (Padova) |

|          |           |  |
| Nova 62’ | Marcatori |  |

| 26 maggio 1968 38ª giornata |  | – Turno di riposo del PALERMO |  |  |

| Arbitro: | Lo Bello (Siracusa) |

|              |           |  |
| Fracassa 37’ | Marcatori |  |

| Arbitro: | Michelotti (Parma) |

|  |           |          |
|  | Marcatori | 78’ Nova |

| Arbitro: | Ghirardello (Merano) |

|                 |           |  |
| Bon 2’ Nova 83’ | Marcatori |  |

| Arbitro: | Genel (Trieste) |

|                   |           |  |
| Nocera 76’ (rig.) | Marcatori |  |

### Coppa Italia
| Arbitro: | R. Lattanzi (Roma) |

|             |           |  |
| Benetti 47’ | Marcatori |  |

| Arbitro: | Giunti (Arezzo) |

|                              |           |  |
| N. Mascheroni 34’ Farina 86’ | Marcatori |  |

## Statistiche

### Statistiche di squadra
| Competizione | Punti | In casa | In casa | In casa | In casa | In casa | In casa | In trasferta | In trasferta | In trasferta | In trasferta | In trasferta | In trasferta | Totale | Totale | Totale | Totale | Totale | Totale | DR  |
| Competizione | Punti | G       | V       | N       | P       | Gf      | Gs      | G            | V            | N            | P            | Gf           | Gs           | G      | V      | N      | P      | Gf     | Gs     | DR  |
| ------------ | ----- | ------- | ------- | ------- | ------- | ------- | ------- | ------------ | ------------ | ------------ | ------------ | ------------ | ------------ | ------ | ------ | ------ | ------ | ------ | ------ | --- |
| Serie B      | 52    | 20      | 12      | 7       | 1       | 28      | 10      | 20           | 6            | 9            | 5            | 12           | 13           | 40     | 18     | 16     | 6      | 40     | 23     | +17 |
| Coppa Italia |       | 1       | 1       | 0       | 0       | 1       | 0       | 1            | 0            | 0            | 1            | 0            | 2            | 2      | 1      | 0      | 1      | 1      | 2      | -1  |
| Totale       |       | 21      | 13      | 7       | 1       | 29      | 10      | 21           | 6            | 9            | 6            | 12           | 15           | 42     | 19     | 16     | 7      | 41     | 25     | +16 |

### Statistiche dei giocatori
| Giocatore     | Serie B  | Serie B | Coppa Italia | Coppa Italia | Totale   | Totale |
| Giocatore     | Presenze | Reti    | Presenze     | Reti         | Presenze | Reti   |
| ------------- | -------- | ------- | ------------ | ------------ | -------- | ------ |
| A. Alario     | 1        | 0       | 1            | 0            | 2        | 0      |
| R. Benetti    | 35       | 2       | 2            | 1            | 37       | 3      |
| S. Bercellino | 26       | 9       | -            | -            | 26       | 9      |
| R. Bon        | 4        | 1       | 1            | 0            | 5        | 1      |
| A. Carrano    | 4        | 0       | -            | -            | 4        | 0      |
| R. Ceccardi   | 2        | 0       | -            | -            | 2        | 0      |
| G. Costantini | 37       | 0       | 1            | 0            | 38       | 0      |
| C. Crippa     | 8        | 0       | 2            | 0            | 10       | 0      |
| A. De Bellis  | 28       | 0       | -            | -            | 28       | 0      |
| G. Ferretti   | 37       | -17     | -            | -            | 37       | -17    |
| G. Geotti     | 6        | -6      | 2            | -2           | 8        | -8     |
| M. Giubertoni | 40       | 1       | 2            | 0            | 42       | 1      |
| C. Lancini    | 40       | 5       | 1            | 0            | 41       | 5      |
| G. Landoni    | 39       | 2       | 2            | 0            | 41       | 2      |
| F. Landri     | 39       | 0       | 2            | 0            | 41       | 0      |
| A. Moschen    | 1        | 0       | 1            | 0            | 2        | 0      |
| E. Nova       | 34       | 8       | 2            | 0            | 36       | 8      |
| G. Perrucconi | 36       | 9       | 1            | 0            | 37       | 9      |
| F. Veneranda  | 15       | 1       | 1            | 0            | 16       | 1      |
| M. Villa      | 12       | 0       | 2            | 0            | 14       | 0      |